# Tamo en nota
«Tamo en nota» es una canción grabada por el cantante puertorriqueño Rauw Alejandro en colaboración con el rapero Dominicano Ángel Dior. Fue lanzado el 13 de febrero de 2023 a través de Sony Music Latin y Duars Entertainment.

## Antecedentes y lanzamiento
Después del lanzamiento de «Panties y brasieres» con Daddy Yankee, Rauw viajó a República Dominicana con un último tema antes de empezar su gira mundial de Saturno el cual fue «Tamo en nota»

## Música y letra
Musicalmente «Tamo En Nota», es un dembow que se inclina hacia el lado electrónico. solo que con el estilo lírico de Rauw y el ritmo de Ángel, La letras dan el sentido de seguridad en sí mismos y dominio, la letra incluye,"Ángel/ acaba de soltar otro banger/ (con El Zorro)
Tengo negro satén en Carrera, le puse "Black Panther"/
Los envidioso' manejen su anger/
Tenemo' el respeto donde sea que ande
Yo soy el cantante/ como Héctor Lavoe
A ustede', mi gente, que Dios me los guarde".

## Video musical
Un vídeo fue lanzado simultáneamente con el audio, el visual fue dirigido por Rodrigo Films, se grabó en Capotillo, República Dominicana, y muestra a Rauw y Ángel en un plano visual lleno de agua, parecido al estilo cinematográfico de Hong Kong. Las escenas se presentan muy coloridas y trasladan al dúo a un barrio dominicano, donde las estrechas y arenosas calles suman tensión al visual y al audio; esta canción estaba echa para las fiestas de carnaval que se dieron en 2023 del 16 al 21 de febrero.